# Sigvart Petersen
Sigvart Petersen, född den 11 augusti 1845 i Kristiania, död där den 29 november 1924, var en norsk hippolog.
Petersen blev juris kandidat 1871 och byråchef i Kyrko- och undervisningsdepartementet 1897. Han främjade i hög grad hästavelns utveckling i Norge såväl genom en stor mängd bidrag till fack- och dagspressen i in- och utlandet som i egenskap av en bland stiftarna av och verkställande direktör för Norsk travselskab 1875–1878 och 1886–1907, sekreterare i Norsk traverklub 1879–1886 och styrelseledamot i Norsk forening til hesteavlens fremme från 1908. Han uppsatte och utgav i 22 år "Norsk traverkalender", från 1890 supplerad med "Norsk traverstambog", varjämte han 1881–1888 var huvudredaktör av "Norsk idrætsblad". Petersens huvudverk är den i norsk hippologi grundläggande Stambog for heste af gudbrandsdalsk race, I: hingste, født 1846–1892 (1902).